# アーバーダーン危機
アーバーダーン危機（アーバーダーンきき、英語: Abadan Crisis、ペルシア語: بحران آبادان Bohrân-e Âbâdân）は、1951年から1954年にイランがアングロ・イラニアン石油会社（AIOC）のイラン国内の資産を国有化し、アーバーダーンにある石油生産設備から西側諸国を追い出したことにより発生した。イギリスの当時の外相ハーバート・モリソンはイランの政権転覆のための策略を検討し、戦争に近づく状況となった。
アメリカ合衆国は当初静観し、イギリスとイランの仲介を試みた。これが変化したのが1953年にドワイト・D・アイゼンハワーが大統領となった際のことである。彼は、東側陣営との対立（冷戦）の遂行を考えており、CIAにイランの政権転覆を命じた。その結果、民族主義者として知られたイラン首相モハンマド・モサッデクはアジャックス作戦（英: TPAJAX Project）で失脚し、CIAとMI6は皇帝モハンマド・レザー・パフラヴィーに国の実権を握らせた。
1954年8月に、アングロ・イラニアン石油会社は、国際コンソーシアムの配下に置かれ、その株式のうち40%を5つのアメリカ系メジャーが8%ずつ等分した。残りの株式は、イギリスの英国石油が40%、ロイヤル・ダッチ・シェルが14%、フランス石油が6%を保有した。